# Musée D-Day Omaha

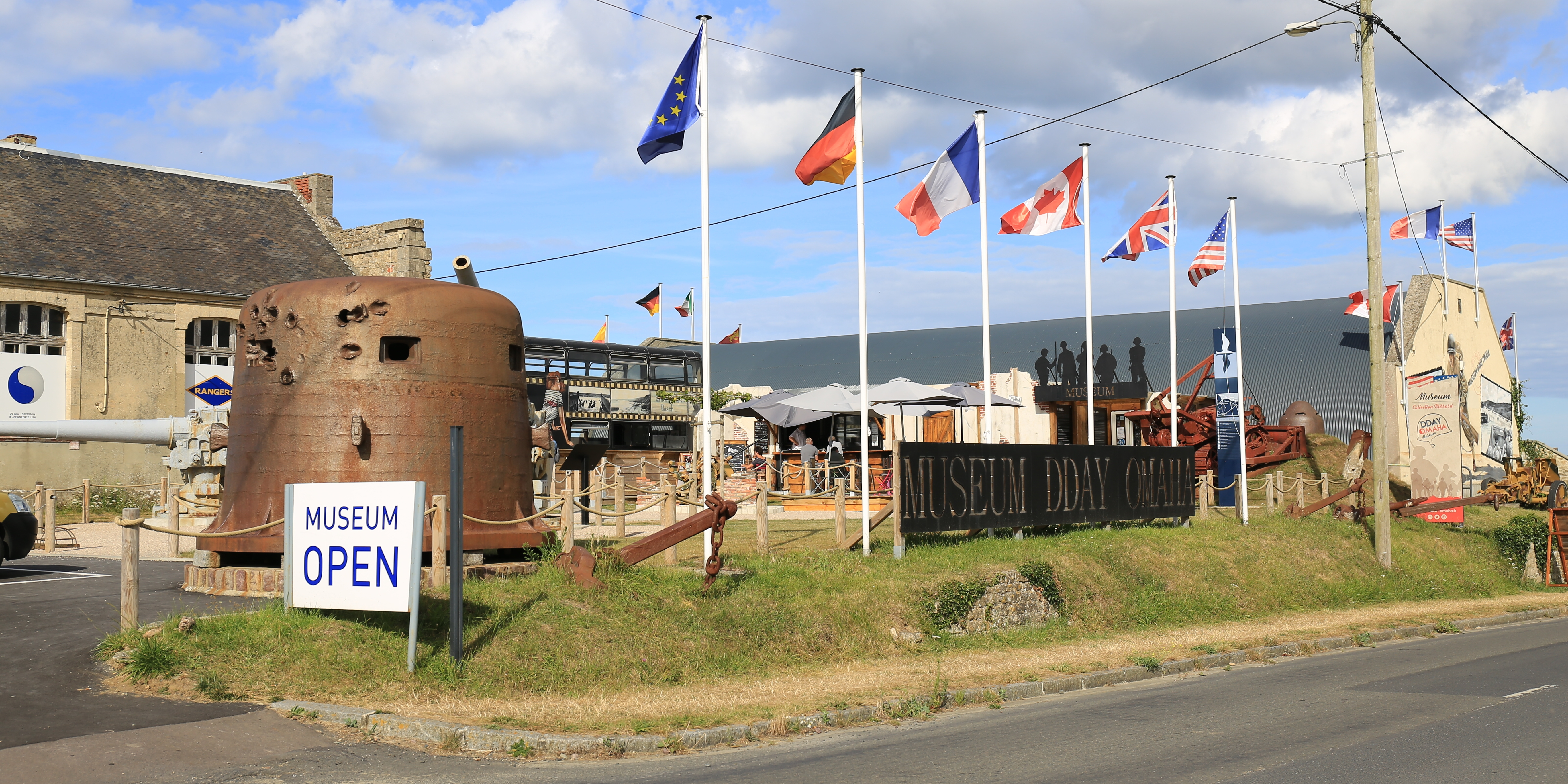
Vue extérieure

Le Musée D-Day Omaha est un musée privé consacré à la bataille de Normandie situé à Vierville-sur-Mer, département du Calvados, région Normandie.

## Histoire
Le musée est fondé en 1999 pour abriter les collections de Michel Brissard.

## Collections
Les collections sont exposées sur plus de 3 000 m2.